# Michel Côté (Politiker)
Hon. Michel Côté, PC (* 13. September 1942 in Québec, Québec) ist ein ehemaliger kanadischer Politiker der progressiv-konservativen Partei, der unter anderem im 24. kanadischen Kabinett zwischen 1984 und 1986 Minister für Konsumenten- und Unternehmensangelegenheiten, von 1985 bis 1986 verantwortlicher Minister für die Canada Post Corporation, zwischen 1986 und 1987 Minister für regionale industrielle Expansion und zugleich von 1986 bis 1987 Minister für wirtschaftliche und regionale Entwicklung sowie zwischen 1987 und 1988 Minister für Versorgung und Dienstleistungen war. Er war zwischen 1984 und 1988 Mitglied des Unterhauses.

## Leben
Michel Côté war als Buchhalter, Wirtschaftsprüfer und Geschäftsmann tätig. Er war zeitweise auch Miteigentümer des Eishockeyteams Remparts de Québec. Bei der kanadischen Unterhauswahl am 30. Oktober 1972 kandidierte er erstmals für die Progressiv-konservative Partei im Wahlkreis Terrebonne für ein Mandat im Unterhaus von Kanada. Er erhielt allerdings nur 10.885 Stimmen und verpasste damit den Einzug in das Parlament. Bei der Unterhauswahl am 4. September 1984 wurde er für die Progressiv-konservative Partei Kanadas im Wahlkreis Langelier mit 16.872 Stimmen zum Mitglied des Unterhauses von Kanada gewählt. Im daraufhin von Premierminister Brian Mulroney gebildeten 24. kanadischen Kabinett übernahm er am 17. September 1984 den Posten als Minister für Konsumenten- und Unternehmensangelegenheiten. Dieses Amt hatte er bis zum 30. Juni 1986 inne und wurde dann von Harvie Andre abgelöst. Daneben war er zwischen dem 20. August 1985 und dem 29. Juni 1986 auch verantwortlicher Minister für die Canada Post Corporation. Im Zuge einer Kabinettsumbildung wurde er am 30. Juni 1986 Nachfolger von Donald Mazankowski als Minister für regionale industrielle Expansion und war in dieser Funktion bis zu seiner Ablösung durch Robert de Cotret am 26. August 1987 Minister für wirtschaftliche und regionale Entwicklung. Darüber hinaus fungierte er zwischen dem 11. und dem 26. August 1988 als Staatsminister im Ministerium für Wissenschaft und Technologie.
Zuletzt wurde er Côté im Rahmen einer neuerlichen Kabinettsumbildung am 27. August 1987 Minister für Versorgung und Dienstleistungen. Er trat von diesem Amt am 2. Februar 1988 zurück, nachdem es zuvor zu einem Verstoß gegen die Richtlinien zu Interessenkonflikten kam, indem ein Privatdarlehen nicht gemeldet wurde. Geschäftsführender Nachfolger wurde daraufhin Stewart McInnes. Er war zugleich zwischen dem 4. Juli 1986 und dem 19. April 1988 noch Vize-Vorsitzender des zum Kabinettsausschuss für Prioritäten und Planung gehörenden Unterausschuss für Handelsverhandlungen. Bei der Unterhauswahl am 21. November 1988 kandidierte er nicht erneut für ein Mandat im Unterhaus.